# Seine à Paris
Ne doit pas être confondu avec Rives de la Seine à Paris ou Parc Rives-de-Seine.
La Seine fait partie du paysage de Paris. Le fleuve divise la capitale de la France entre sa Rive droite, plus étendue, et sa Rive gauche. Dans Paris, elle fait près de 13 kilomètres de long et de 3,4 à 5,7 mètres de profondeur. Sa largeur varie de 30 (au niveau du quai de Montebello) à 200 mètres (au pont de Grenelle). La retenue normale du bief de Paris, c'est-à-dire l'altitude de la surface par rapport au niveau de la mer, est de 26,7 mètres. Paris enjambe la Seine par 37 ponts, dont quatre passerelles accessibles uniquement aux piétons.
Selon les critères géographiques, ce n'est pas la Seine mais l'Yonne qui coule à Paris, dont le débit est supérieur au lieu de leur confluence (suivant ce critère, c'est d'ailleurs l'Aube, et non la Seine, qui rencontre là l'Yonne). Cette substitution vient du caractère historiquement sacré de la Seine.

Le pont des Arts, devant le pont Neuf et l'île de la Cité, et à droite l'Institut de France. On aperçoit au fond le sommet des deux tours de la cathédrale Notre-Dame de Paris.

## Histoire

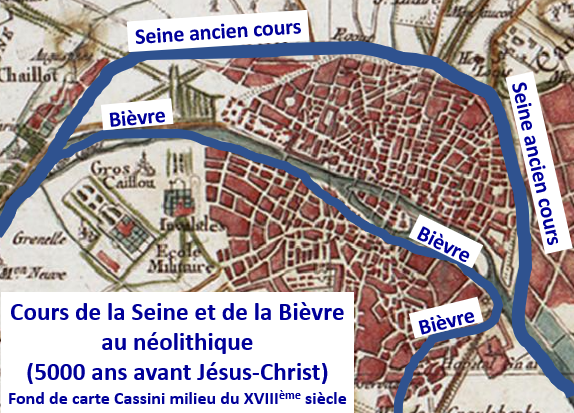
Cours de la Seine et de la Bièvre au néolithique.

La présence d'humains sur les bords de la Seine est attestée dès le néolithique, par des restes d'embarcations et autres objets découverts lors des fouilles à Bercy dans les années 1990.
À cette époque, la Seine forme un arc de cercle au nord, des environs de l'actuelle gare de Lyon et de la Bastille jusqu'au pont de l'Alma en suivant la ligne des grands boulevards construits à l'emplacement de l'enceinte de Louis XIII, l'avenue Matignon et l'avenue Montaigne. Lors de crues successives, la Seine aurait capté l'ancien cours de la Bièvre du pont d'Austerlitz au pont de l'Alma. Les deux rivières auraient balayé les limons qui les séparaient entre les actuelles gares de Lyon et d'Austerlitz, et le bras de la Seine à l'est de l'actuel quartier du Marais est progressivement comblé. Le confluent actuel de la Bièvre et de la Seine se forme ainsi à l'est de la montagne Sainte-Geneviève dans un marais en delta entre deux bras de la Bièvre aboutissant à l'emplacement des ponts actuels de l'Archevêché et d'Austerlitz. Après avoir divagué, le confluent se serait établi en amont du pont d'Austerlitz.
Le cours préhistorique qui passait au pied des collines de Ménilmontant, de Montmartre et de Chaillot, contournait par le nord les élévations sur lesquelles ont été construites les églises Saint-Gervais, Saint-Merry et Saint-Martin-des-Champs. L'ancien bras a laissé une zone de marécages inondée à chaque crue importante pendant le Haut Moyen Âge. Dans l'Histoire des Francs, Grégoire de Tours indique qu'une crue de la Seine et de la Marne a déplacé les eaux jusqu'à la basilique Saint-Laurent (Livre VI, chap. XXV) en janvier 583. Cette zone de marécages a été drainée à partir du XIIe siècle par la régularisation du cours du ruisseau de Ménilmontant et par les fossés de l'enceinte de Charles V à la fin du XIVe siècle ce qui a permis sa mise en culture.
L'ancien lit et ses abords ont encore été inondés lors de la crue de 1910.
Le pilier des Nautes, conservé au musée de Cluny à Paris rappelle que la navigation sur la Seine était déjà intensive aux premières années de la conquête romaine.
C'est de cette même époque que date vraisemblablement le premier pont de Paris, le Petit-Pont, construit à l'un des endroits où la Seine est la plus étroite, et maintes fois démoli et reconstruit au même emplacement.
À une époque plus froide qu'aujourd'hui, il arrivait assez fréquemment que la Seine charrie des glaçons, voire soit prise par les glaces. La première mention de gel de la Seine à Paris date de l'hiver 291-292[réf. nécessaire].
La Seine a, dès le milieu du IXe siècle, favorisé les invasions normandes. En mars 845, par exemple, les Normands qui ont remonté la Seine depuis son embouchure, arrivent à Paris qu'ils pillent. Ils ne se retirent que contre une rançon de 7 000 livres d'argent. D'autres assauts suivront pendant un demi-siècle environ.
En 1170, la corporation des « marchands de l'eau » reçoit du roi Louis VII le monopole du commerce sur la Seine. Sur leur sceau figure la nef qui se trouve encore dans les armoiries de la ville de Paris.
Le 9 août 1803, expérimentation du bateau à vapeur de Robert Fulton sur la Seine.
Les premiers bateaux-lavoirs furent ancrés en Seine en 1851 et atteignirent rapidement la centaine. L'arrivée de l'eau courante dans les immeubles parisiens entraîna leur disparition progressive jusqu'en 1937[réf. nécessaire].
Entre 1853 et 1924, afin de réguler le cours du petit bras, le barrage-écluse de la Monnaie est construit entre la pointe ouest de l’île de la Cité et le quai de Conti, en face de l’hôtel de la Monnaie.
Lors de la guerre franco-allemande de 1870, les Parisiens assiégés et sans communication avec l'extérieur, tentèrent de recevoir du courrier enfermé dans des boules métalliques, dites « boules de Moulins » mises à l'eau en amont de la capitale. Aucune ne fut cependant recueillie dans Paris-même.
La ligne 4 du métro fut la première à traverser la Seine en souterrain, en 1908.

## Géographie

### Îles de la Seine
La Seine à Paris ne comporte aujourd'hui que deux véritables îles : l'île de la Cité et l'île Saint-Louis.
L'île de la Cité ne prit sa physionomie actuelle qu'au début du XVIIe siècle, lors de la construction du pont Neuf, à l'occasion de laquelle furent rattachés à l'île principale les îlots à la Gourdaine, aux Juifs et des Vaches.
L'île Saint-Louis s'appelait à l'origine Notre-Dame quand elle fut coupée en deux par un canal, au milieu du XIVe siècle. De ce fait, l'îlot amont prit le nom d'île aux Vaches et l'îlot aval garda le nom d'île Notre-Dame. Les deux îles ne retrouvèrent leur unité que dans les premières années du XVIIe siècle, et devinrent alors un nouveau quartier résidentiel. Le nom de Saint-Louis lui fut donné en 1725, remplacé par celui de Fraternité pendant la Révolution.
L'île Louviers, à l'origine des Javiaulx, était située entre le boulevard Morland et le quai Henri-IV. Elle fut rattachée à la rive droite en 1843.
L'île des Cygnes ou île Maquerelle se trouvait entre la rue de l'Université et la Seine actuelle. Constituée à l'origine de petits îlots (des Treilles, aux Vaches et de Longchamp), elle fut rattachée à la rive gauche sous le premier Empire. Proche de là se trouvait également l'île Merdeuse.
L'île aux Cygnes actuelle n'est en réalité qu'une digue créée en 1825 au moment de la construction du pont de Grenelle,.

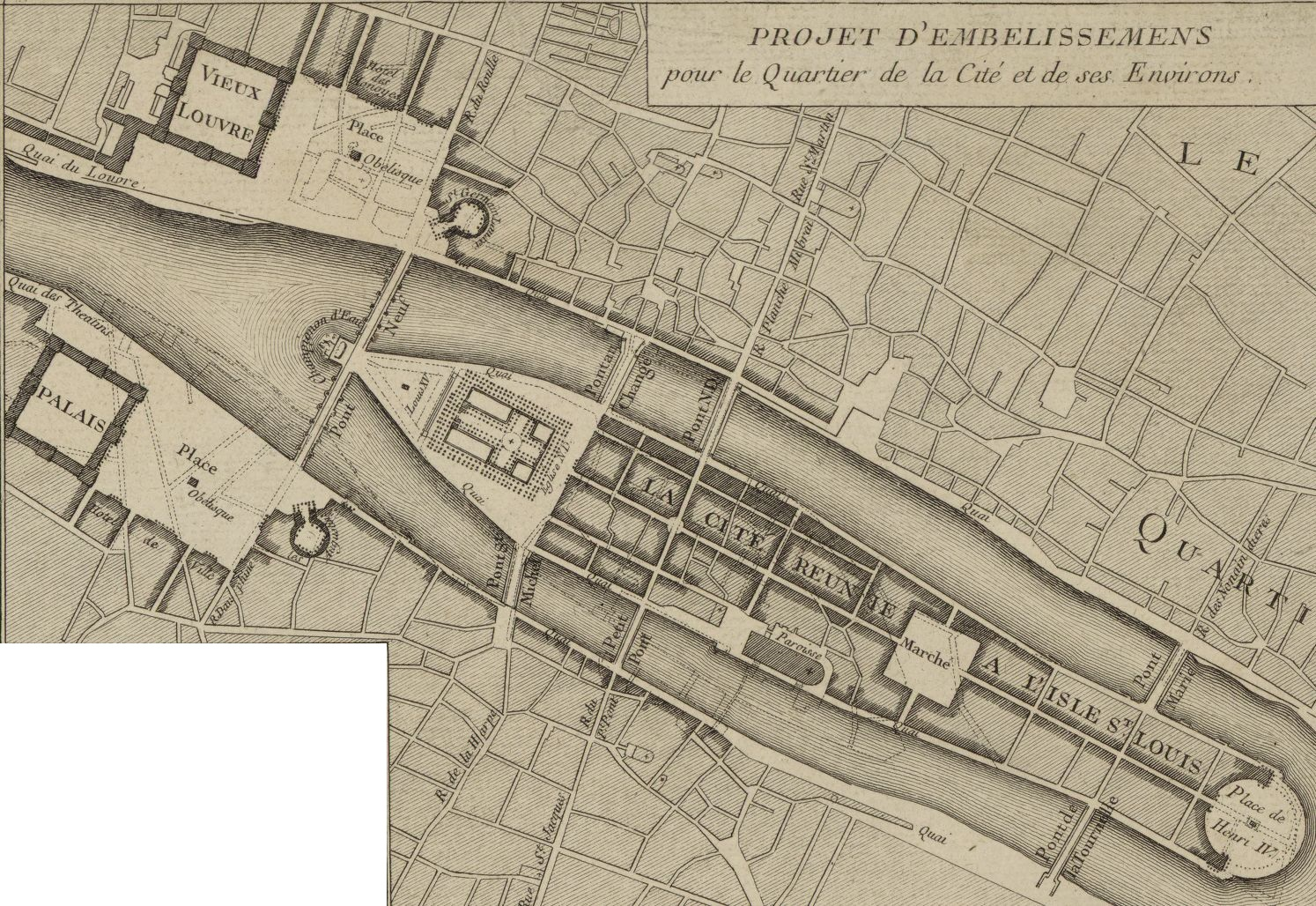
Projet de réunion des îles de la Cité et Saint-Louis, dessiné par Pierre Patte.

Reprenant un projet présenté lors d'un concours organisé en 1748, Pierre Patte travailla dans les années 1760 sur l'éventualité de rassembler l'île de la Cité et l'île Saint-Louis, arguant que chacune de ces deux îles était née de la réunion d'îlots par comblement des bras les séparant « en ordonnant qu'on y portât les gravois de Paris ».

## Bords de Seine

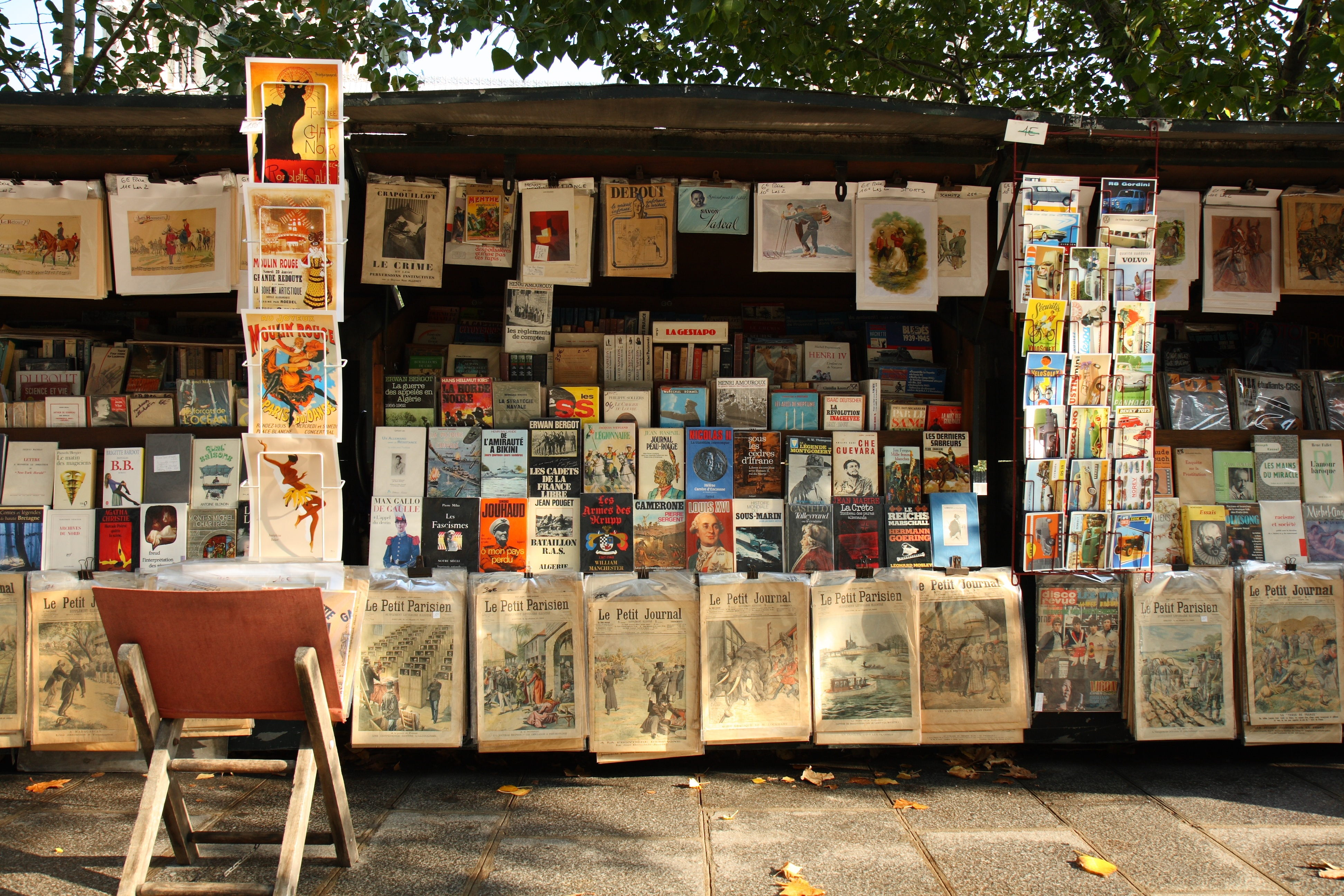
Une échoppe de bouquiniste parisien.

Deux-cent-quarante bouquinistes sont installés sur les quais de la Seine, rive droite comme rive gauche, depuis le XVIIe siècle avec des fortunes diverses selon les époques.
Des péniches fixes sont également le lieu de résidence de certains Parisiens.
Sur les bords de Seine, se trouvent de nombreuses promenades, ainsi que, sur certaines portions aussi bien de la rive droite que de la rive gauche, une voie rapide pour véhicules automobiles.
Le dimanche depuis 1995, ces « voies sur berges » sont fermées aux véhicules et réservées aux piétons, vélos et rollers.
Depuis l'été 2002, pendant un peu plus d'un mois chaque année, l'opération Paris Plages accueille diverses animations au milieu des plages de sable et d'arbres en pot.
À l'automne 2012, la voie rive droite a été réaménagée pour rendre le bord d'eau accessible aux piétons.
Depuis le printemps 2013, la voie basse de la rive gauche (du musée d'Orsay au pont de l'Alma) a été réaménagée en zone piétonne équipée d'installations diverses (bancs, tables de jeu, restaurants et jardins flottants).

### Crues

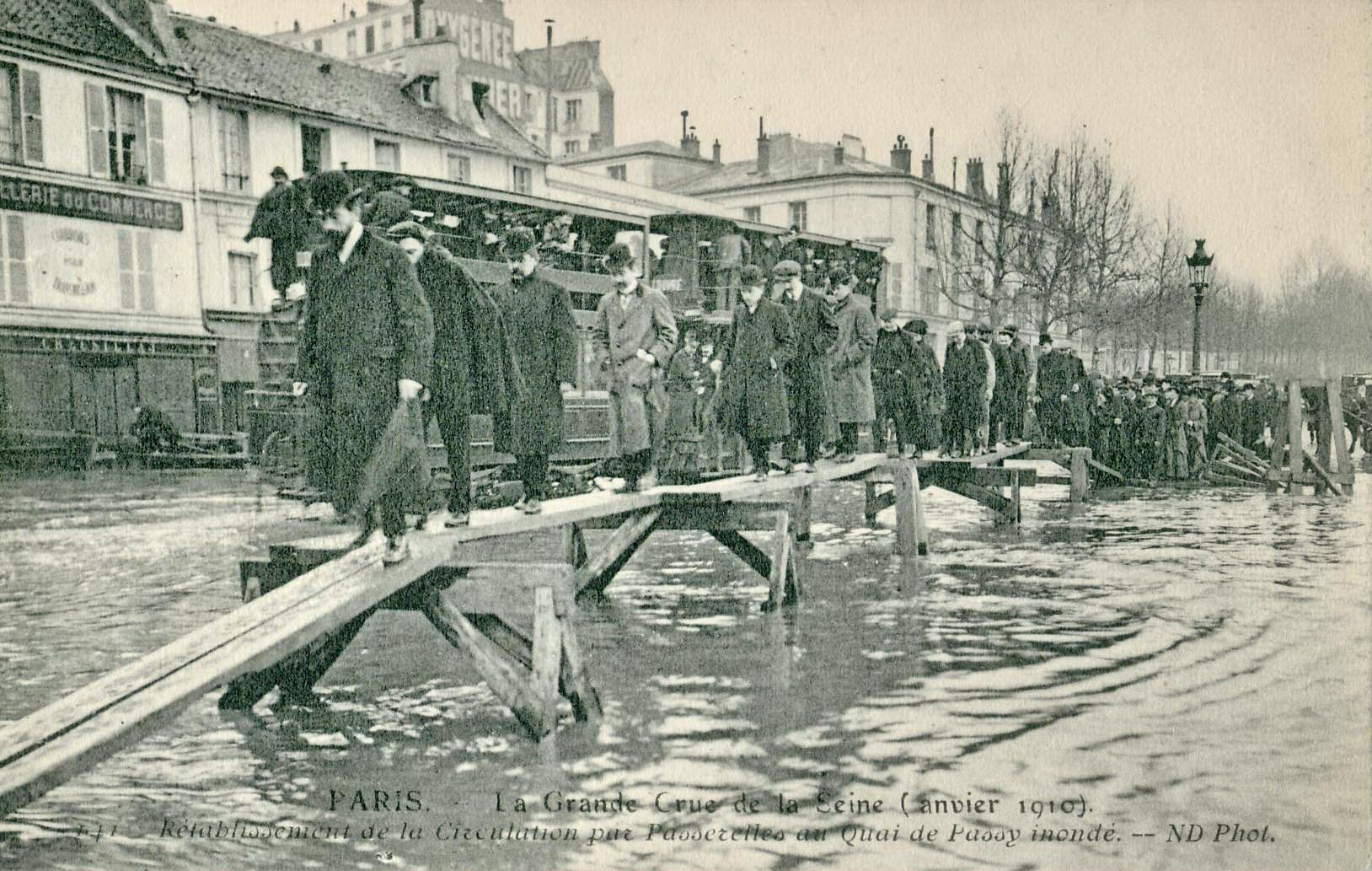
La crue au quai de Passy.

Les crues de la Seine font partie intégrante de l'histoire de Paris.
Il semble que la première mention d’une crue soit celle de l’empereur romain Julien durant l’hiver 358-359. Grégoire de Tours a relaté celle de janvier 583 au chapitre XXV du Livre VI de l'Histoire des Francs.
Les crues ont souvent été fatales aux ponts de Paris. Ainsi, en 1280, une crue du fleuve emporte le Grand-Pont. En décembre 1296, une nouvelle crue d'une ampleur exceptionnelle emporte tous les ponts de Paris (qui à l'époque supportaient des habitations). La crue la plus importante de l’histoire parisienne, connue avec une certitude suffisante, date de 1658.
Mais la crue historique la plus présente dans la mémoire de Paris est celle de 1910 qui dura neuf jours, du 20 au 28 janvier 1910. Le 21 janvier, elle pouvait atteindre à certains endroits près de 9,50 m. De nombreuses cartes postales en ont montré les ravages, tels les abords de la gare Saint-Lazare entièrement sous les eaux.

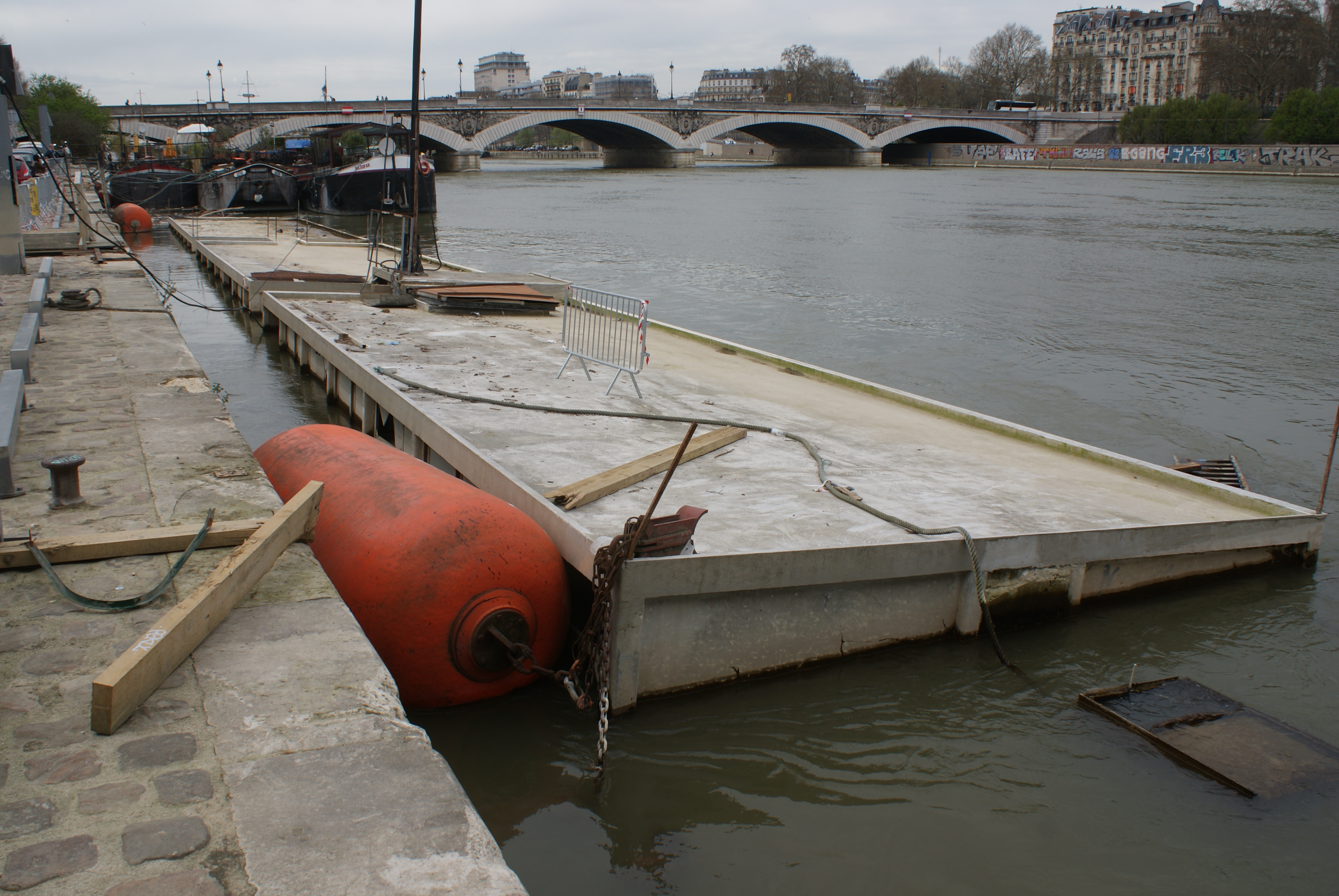
La péniche Louise-Catherine à la suite de son naufrage lors de la crue de l'hiver 2018.

Au début du mois de février 2018, une crue de la Seine provoque à Paris le naufrage de la péniche historique Louise-Catherine, de Le Corbusier et de Madeleine Zillhardt.
Les trois principaux sites de traitement des déchets (Ivry-sur-Seine, Saint-Ouen et Issy-les-Moulineaux) sont en zone inondable et certaines infrastructures de transport, notamment le RER C sont submersibles en cas de crue majeure.

#### Niveaux d'alerte
Le niveau zéro de l'échelle hydrométrique du Pont d'Austerlitz, qui sert de référence, correspond à une altitude de 25,90 m par rapport au niveau de la mer.
La retenue normale est à 26,92 m (niveau 1,02 m).
- 2,50 m : L'état de vigilance du Centre d'annonce des crues de Paris est déclenché
- 3,20 m : L'état d'alerte commence
- 3,30 m : Les voies sur berge sont progressivement fermées[28]
- 4,30 m : Arrêt de la navigation[28]
- 5,10 m : Fermeture du RER C dans Paris[29]
- 6,00 m : Alerte rouge, déclenchement si nécessaire du plan Neptune[30]
- 6,10 m : Fermeture complète des berges[29]
- 6,60 m : La RATP prend la décision de construire, ou pas, des murs de protection du métro
- 7,20 m : L'eau atteint les stations de métro si elles ne sont pas protégées

#### Crues remarquables

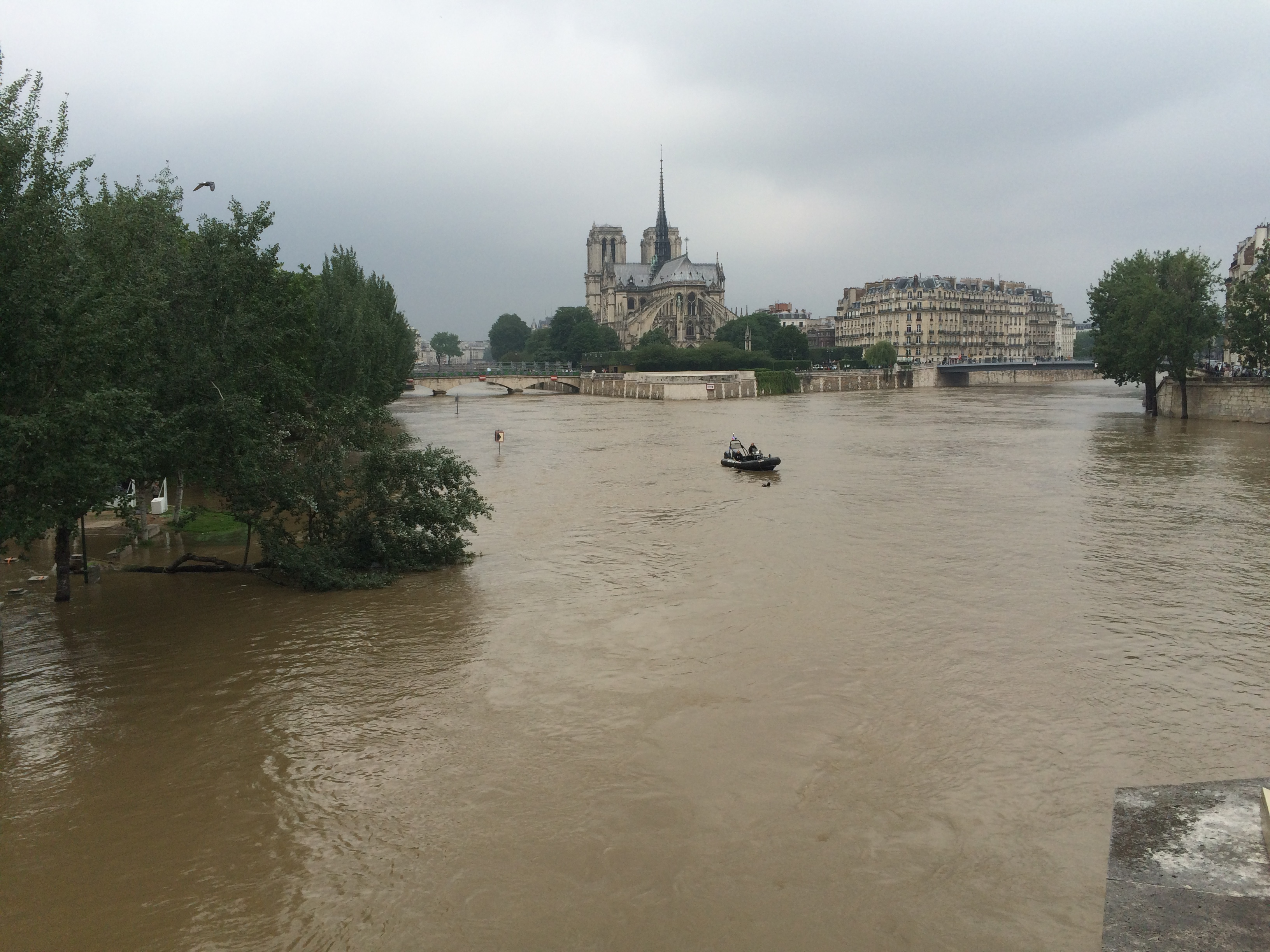
Les quais submergés depuis le pont de la Tournelle lors de la crue de juin 2016.

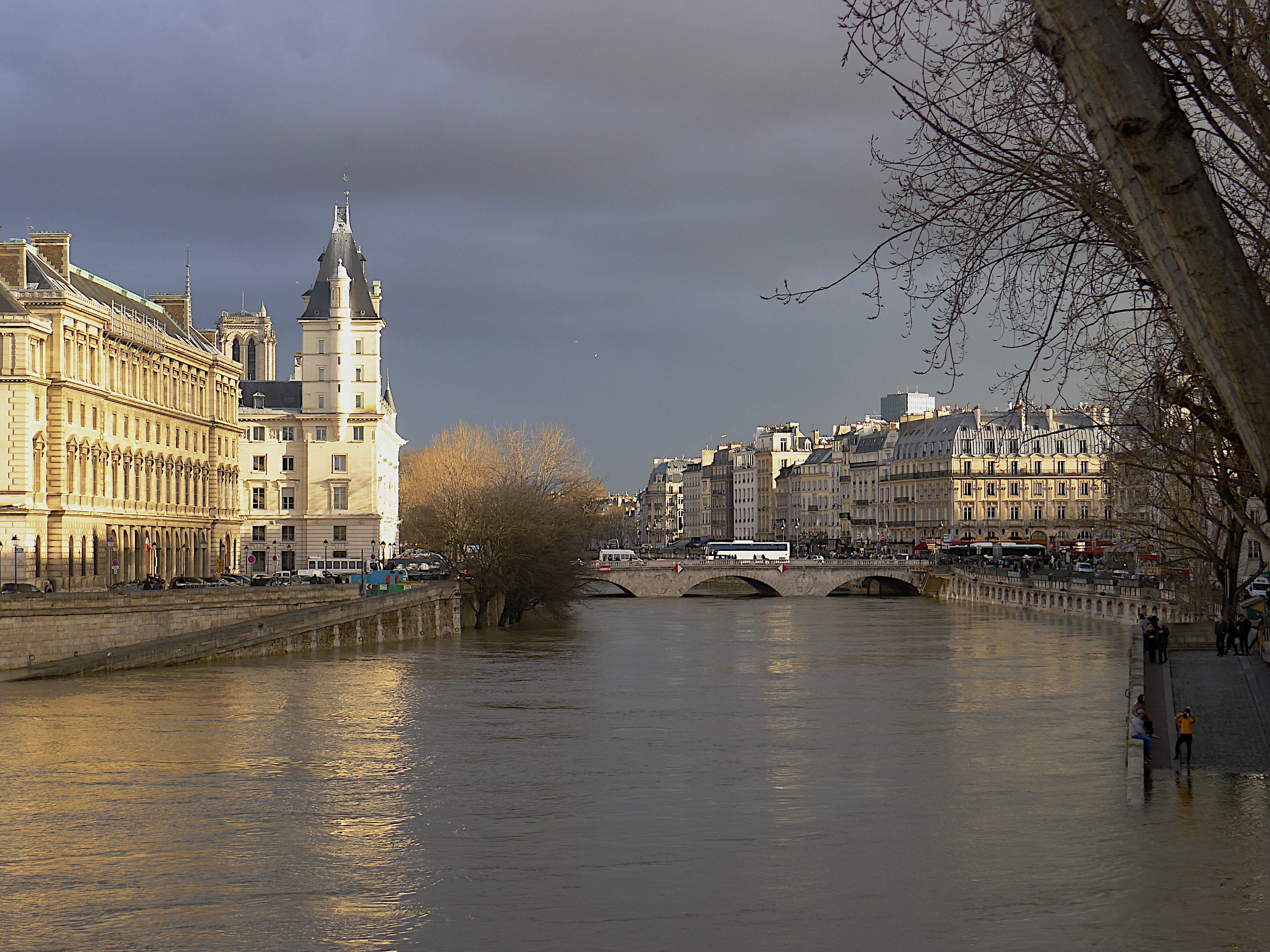
La crue de janvier 2018 en aval du pont Saint-Michel.

- 1658 : 8,96 m[31]
- 1910 : 8,60 m[31]
- 1740 : 7,90 m[31]
- 1799 : 7,65 m[31]
- 1802 : 7,62 m[31]
- 1924 : 7,32 m[31]
- 1955 : 7,14 m[31]
- 1945 : 6,80 m[31]
- 1876 : 6,70 m[31]
- 1920 : 6,20 m[31]
- 1982 : 6,15 m[32]
- 2016 : 6,10 m le 4 juin à 2 h[32]
- 2018 : 5,86 m le 28 janvier à 22 h 30[33]

## Économie
La traversée de Paris par la Seine en fait un atout économique, tant pour les activités touristiques que pour le commerce et les transports. Bien que le transport routier de marchandises soit moins cher et plus rapide, le transport fluvial de conteneurs continue à se développer et représente le troisième secteur d'activité des transports sur le bassin de la Seine. En 2015, 90 % du transport de biens sur Paris se réalisait par la route. Cependant, le transport par le fleuve, à distance égale, consomme quatre fois moins de carburant et produit cinq fois moins de gaz à effet de serre que le routier. Des initiatives en ce sens sont étudiées dans la capitale. Le réseau des canaux parisiens, long de 130 km, permet d'étendre la portée du transport de marchandises acheminées par bateau.

## Transports sur la Seine

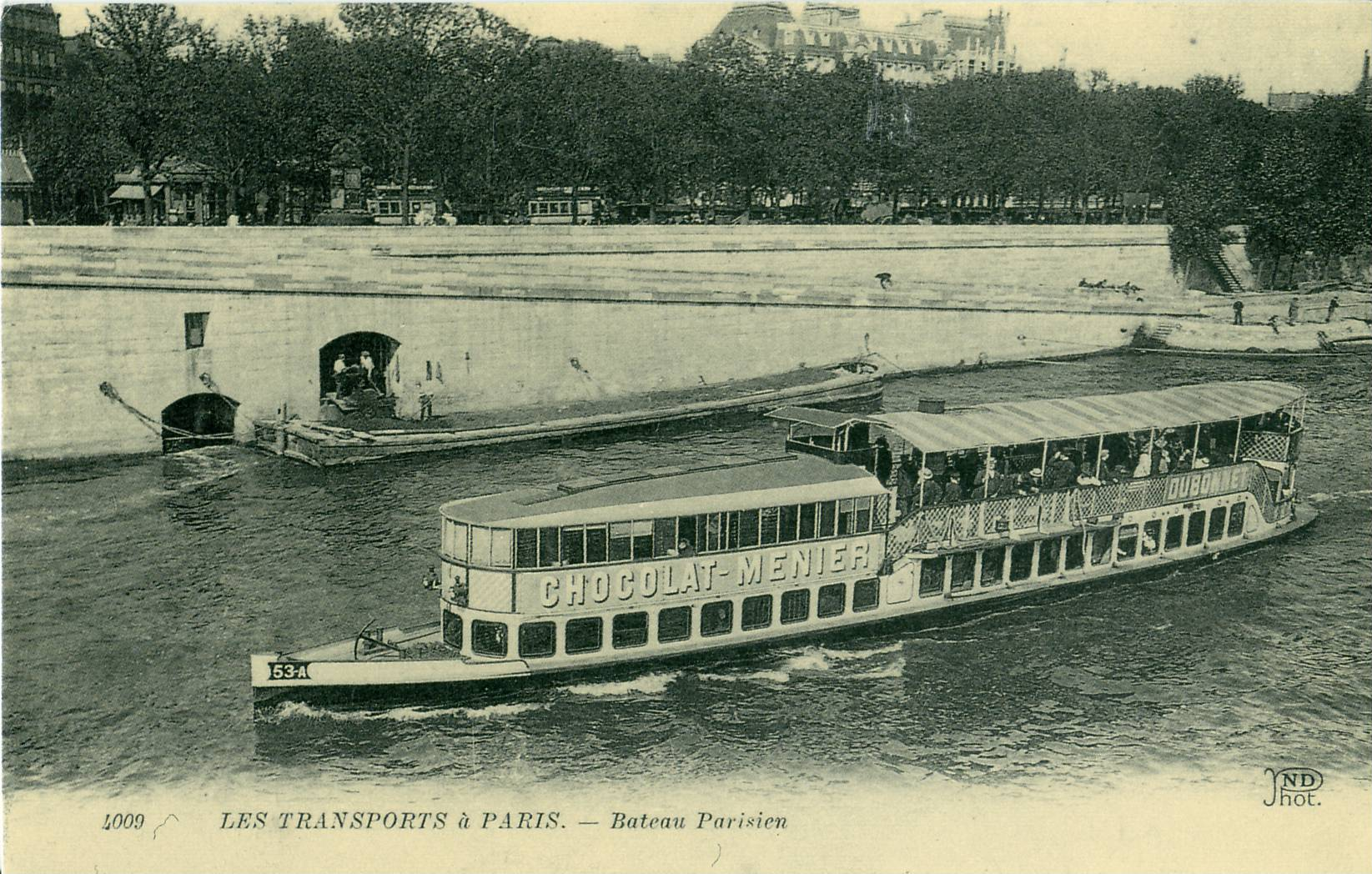
Transport public sur la Seine avant 1910 : une navette des Bateaux parisiens.

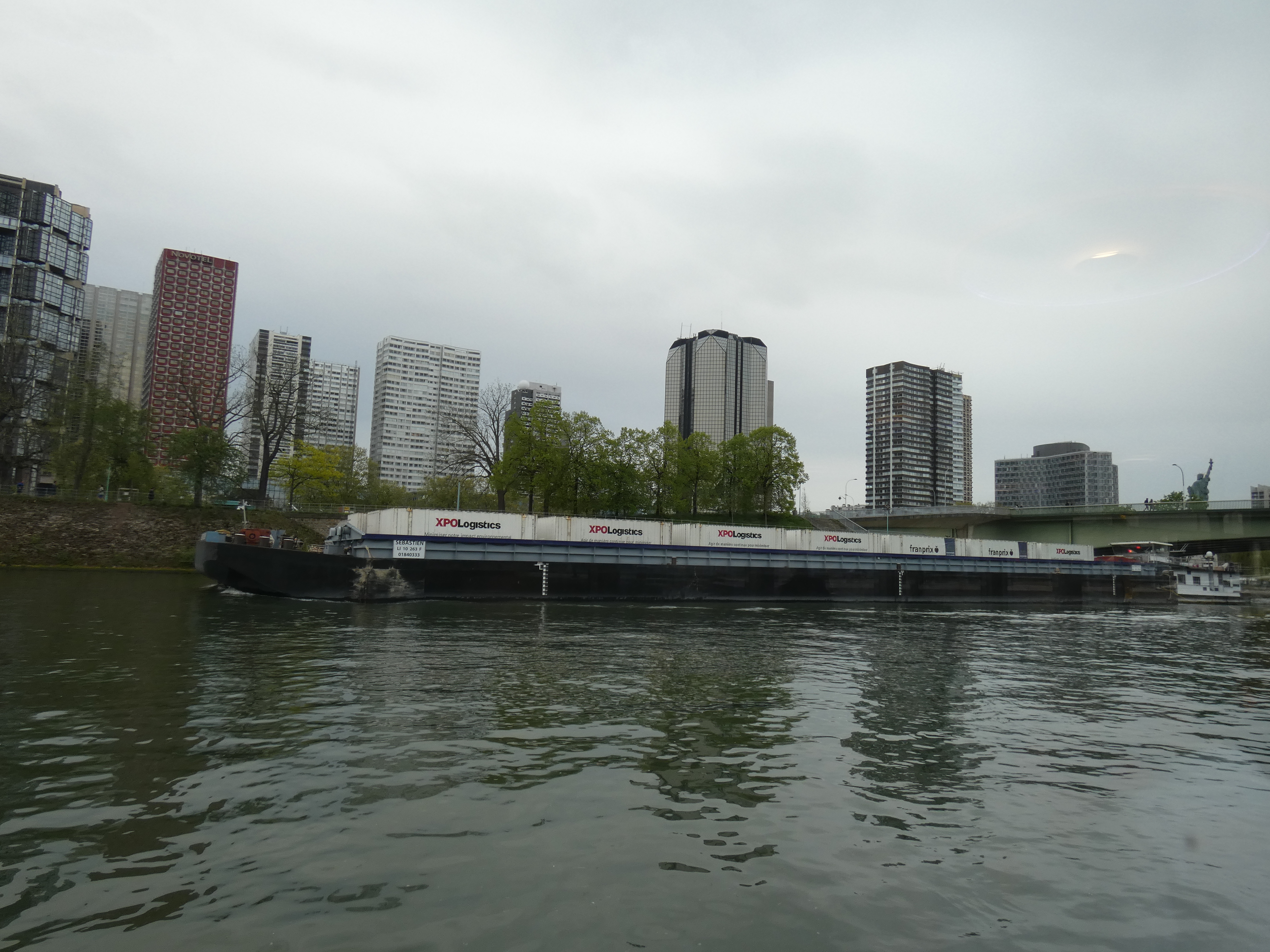
Péniche porte-conteneurs, dont des conteneurs desservant les supermarchés Franprix.

- Le transport des passagers sur la Seine est organisé dès 1886, lors de la création de la Compagnie générale des bateaux parisiens, dont la ligne va de Charenton à Auteuil-Point-du-Jour, avec embarcadères intermédiaires aux ponts National, de Tolbiac et d'Austerlitz. Cette compagnie disparaît en 1934[37].
- 1er mai 1989[38] : inauguration du service de Batobus (« Bateaux Mouches » est une marque déposée) entre la tour Eiffel et le jardin des Plantes[39].
- Le service fluvial de voyageurs Voguéo, lancé en 2008, est stoppé en 2011.

## Qualité des eaux

### Boire l'eau de la Seine

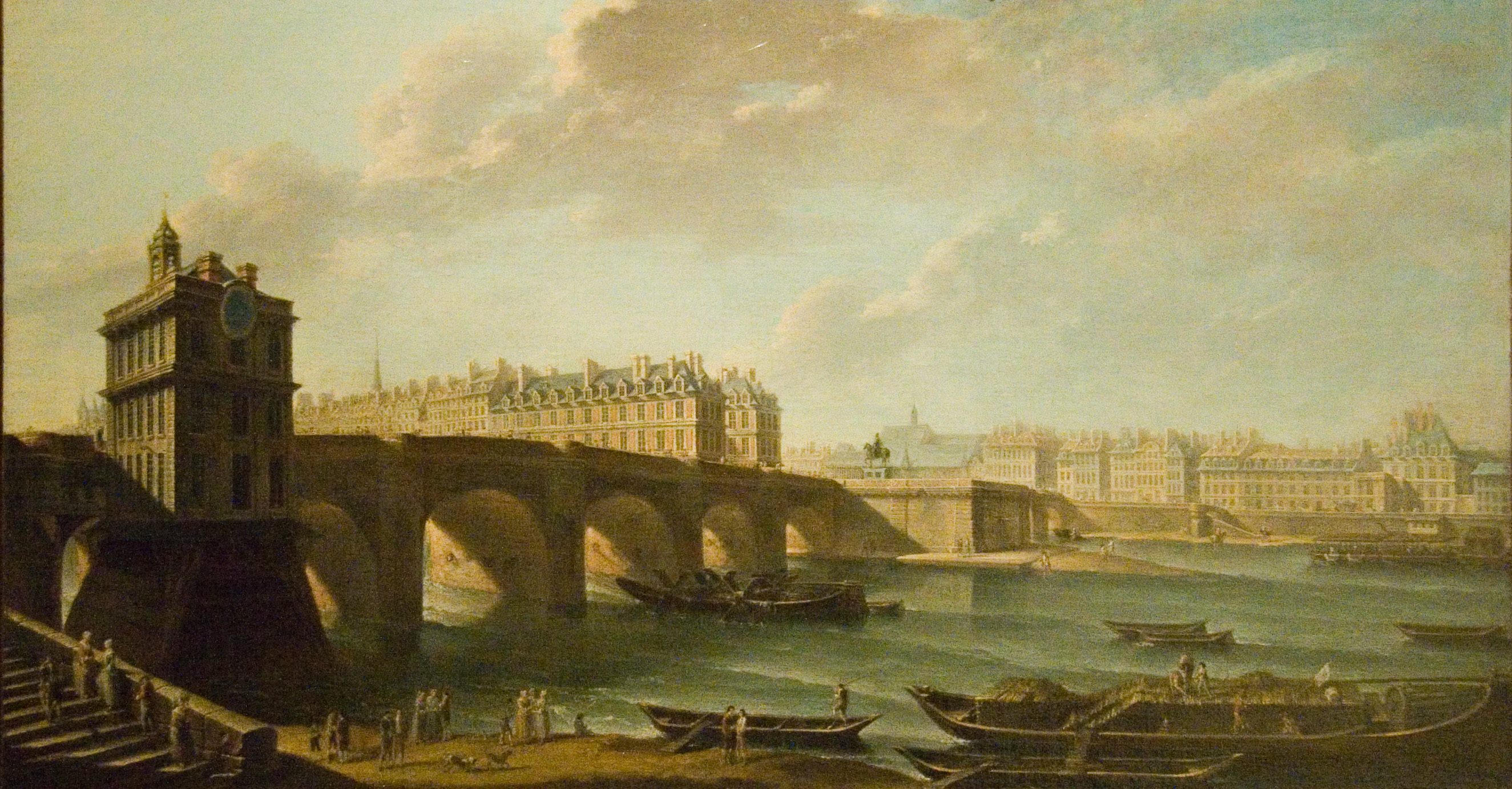
Le pont Neuf et la pompe de la Samaritaine, vue au XVIIIe siècle par Nicolas-Jean-Baptiste Raguenet.

Les Parisiens ont de tout temps bu l'eau de Seine, mais dès l'époque romaine des eaux de source de meilleure qualité furent acheminées à Paris. 
On a installé une pompe, dite de la Samaritaine, au pont Neuf en 1605, qui a fonctionné jusqu'en 1813. Une autre au pont Notre-Dame a fonctionné de 1673 à 1858. Les frères Périer ont installé deux pompes à feu qui puisaient l'eau du fleuve et la distribuaient dans un réseau, à Chaillot près du débouché du grand égout en 1781 et au quai d'Orsay en 1788. Une pompe à feu a également été mise en service en 1828 au quai d'Auteuil. Ces pompes ont été arrêtées en 1900 pour insalubrité. Les porteurs d'eau, corporation attestée dès 1292, portaient à domicile l'eau puisée dans la Seine ou prise aux fontaines publiques, et n'ont disparu qu'à la fin du XIXe siècle.
Aujourd'hui, la Seine à Paris ne fournit plus à proprement parler d'eau potable aux Parisiens, puisque les eaux de surface utilisées proviennent d'Évry et Orly, loin en amont.

### Baignade

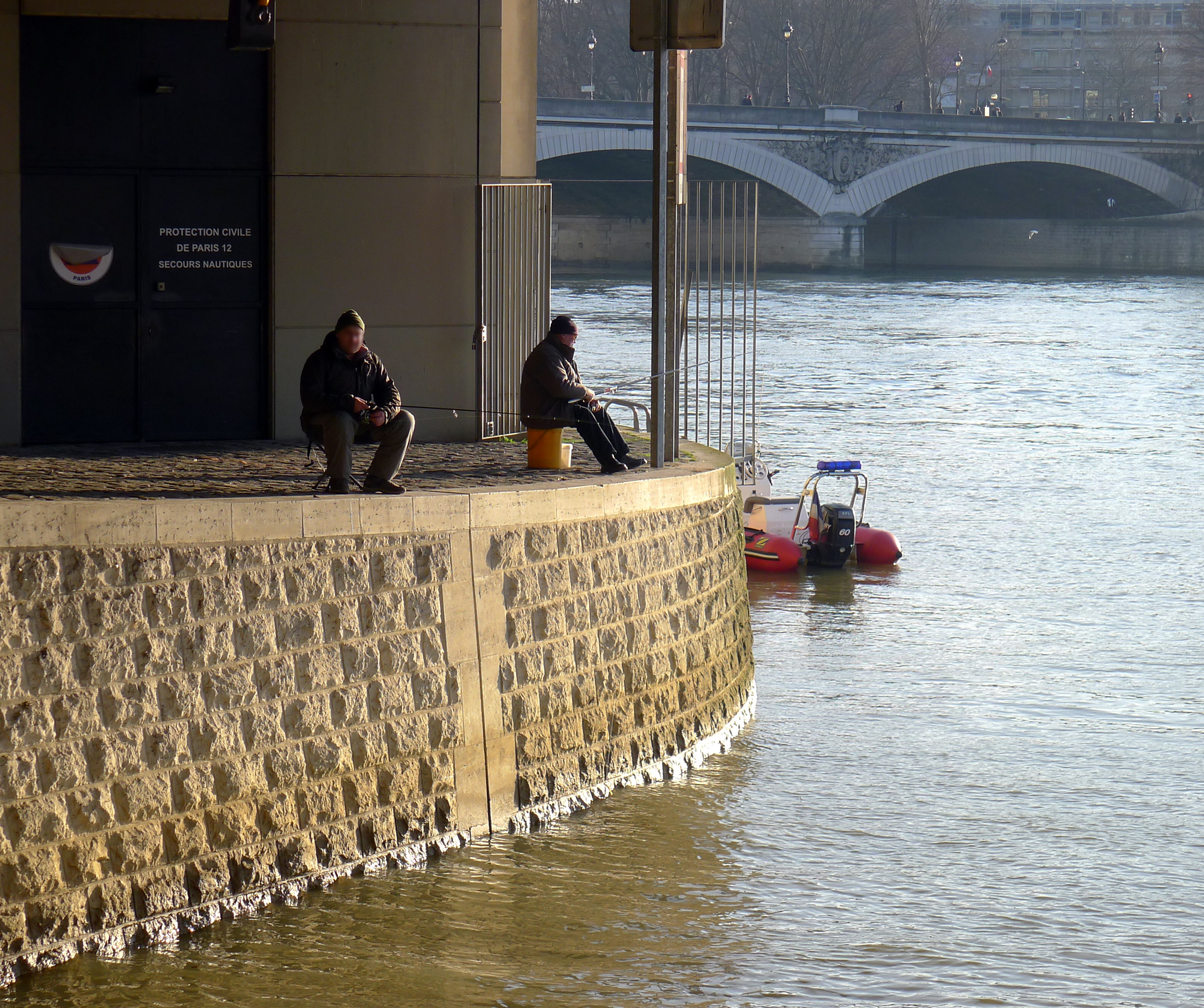
Pêcheurs à la ligne sur la Seine à l'entrée du canal Saint-Martin.

La mode des bains dans le plus simple appareil dans la Seine apparaît au milieu du XVIIe siècle. Les femmes se baignent de leur côté, plus ou moins masquées par de grandes toiles tendues. Ces bains sont interdits à la fin du siècle.
Des bateaux pour bains froids dans la Seine apparaissent à la fin du XVIIe siècle, rapidement séparés pour les hommes et les femmes. Ils sont suivis de bateaux pour bains chauds, eux-mêmes  supplantés par les bains-douches terrestres, que l'on connaît encore aujourd'hui.
La baignade dans la Seine est interdite depuis 1923 pour raison de gêne à la circulation des bateaux mais pas pour raison sanitaire, même si la baignade devenue illégale a continué jusqu'aux années 1950. Le 28 novembre 1988, le maire de Paris, Jacques Chirac, lance un Plan de modernisation de l'assainissement parisien et promet en 1989 puis en 1994 d'être le premier à s'y baigner. Bien que le plan de modernisation ait éliminé les rejets d’eau usée par temps sec dans Paris intramuros, et divisé par deux les rejets par temps de pluie, il ne s'y est jamais baigné. Au début des années 1990, des rejets industriels polluaient encore fortement l’eau.
La piscine Deligny installée à proximité du pont de la Concorde depuis 1801 ayant coulé en 1993, la Ville de Paris met en service en 2006 la piscine flottante Joséphine-Baker au pied de la Bibliothèque nationale de France dans le 13e arrondissement.
Au début des années 2000, avec la désindustrialisation de l’Île-de-France, il est constaté une légère amélioration de la qualité de l’eau de la Seine, du fait de l’amoindrissement des pollutions industrielles. La principale pollution était due à l’assainissement par temps de pluie (déversements d’orage). Ainsi, vers 2005, le SIAAP, la Ville de Paris et l’ARS considéraient que la Seine pouvait être baignable s’il ne pleuvait pas de manière significative pendant une semaine ou deux. C’est selon cette approche qu’a pu être organisé chaque année de 2007 à 2012, le Triathlon de Paris,,. En 2013, l’ARS, par principe de précaution refuse de renouveler son autorisation et le Triathlon de Paris ne se tiendra plus.
À l’été 2023, en vue de la préparation des Jeux olympiques d'été de 2024, 5 test-events ont été organisés. Mais les deux premiers ont dû être annulés du fait des pluies qui l’ont précédé, ainsi que le cinquième du fait d’un rejet de temps sec d’un réseau séparatif.
En 2017, la Ville fait creuser trois bassins sur le bassin de la Villette au niveau du quai de la Loire, en aval de la passerelle de la Moselle. Sur cet espace de 90 mètres de longueur et 16 mètres de large, les bassins sont dotés d'un fond immergé d'une profondeur respectivement de 40 centimètres, de 100 à 120 centimètres, et de 2 mètres ; la baignade est ouverte du 15 juillet au 15 septembre 2017 puis mi-juin dès 2018. Le maire-adjoint chargé des sports, Jean-François Martins, précise : « Nous voulons montrer au Comité international olympique (CIO) que nous avons le savoir-faire, que l’on tient nos promesses et que notre dossier n’est pas de la science-fiction ».
Après l'obtention en 2015 de l'organisation des Jeux olympiques et paralympiques d'été de 2024 à Paris et le choix de la Seine pour les épreuves en eau libre, un plan Qualité de l'Eau et Baignade travaille à l'assainissement du fleuve, impliquant la Ville de Paris, le SIAAP et plusieurs collectivités territoriales du bassin versant de la Seine, pour un investissement cumulé de 1,4 milliard d'euros,. À Paris même, un bassin réservoir d'une capacité de 50 000 m3 est construit en 2023 et 2024 près de la gare d'Austerlitz, pour un coût de 80 millions d'euros. En cas d'orage, le réservoir soulage le réseau et évite les délestages d'eaux usées dans la Seine. Grâce à ces investissements, trois sites de baignade pourraient être ouverts dans Paris à la suite des Jeux en 2025,. 
Malgré cet investissement qui selon ses maîtres d’ouvrage devait régler définitivement le problème, la Seine n’était pas baignable à la suite de la pluie du 18 juin 2024, ce qui a obligé Anne Hidalgo à repousser la date à laquelle elle avait prévu de se baigner, du 23 juin au 30 juin puis à la semaine du 15 juillet. Ainsi, la baignade en Seine reste soumise à la pluviométrie comme entre 2007 et 2012.
En juillet 2024, la ministre des Sports Amélie Oudéa-Castéra, accompagnée du paratriathlète Alexis Hanquinquant, puis la maire de Paris, Anne Hidalgo, accompagnée de Tony Estanguet et de Marc Guillaume, se sont finalement baignés dans le fleuve, grâce à deux arrêtés temporaires d’autorisation de la Préfecture de Paris, quelques jours avant l'ouverture des Jeux olympiques,.
Malgré le Plan Baignade de 1,4 milliard d’euros, la Seine n’est pas baignable au sens de la norme européenne. Lors des Jeux olympiques de 2024, c’est l’ancienne règle des « une à deux semaines sans pluie » mentionnée plus haut qui va s’appliquer pour organiser les épreuves prévues dans la Seine, ainsi que des procédures imposées aux athlètescomme par exemple un surdosage d’antibiotiques avant et après les épreuves. Malgré ces règles, sur les 165 nageurs qui ont participé aux compétitions, 8 seront hospitalisés (soit 5 %) pour des intoxications dues à la mauvaise qualité de l’eau dans la Seine :
- Daniel Wiffen : athlète irlandais, en nage libre 10km, hospitalisé pour virus stomacal[66].
- Claire Michel : triathlète belge, elle a été hospitalisée après avoir développé des symptômes gastro-intestinaux. Les tests sanguins ont révélé une infection virale, mais pas de contamination par la bactérie E. coli[67].
- Hayden Wilde : triathlète néo-zélandais, médaillé d'argent, il a présenté des symptômes similaires à une infection par E. coli environ 48 heures après l'épreuve de natation dans la Seine[68].
- Vasco Vilaça et Melanie Santos : triathlètes portugais, tous deux ont développé des infections gastro-intestinales après avoir nagé dans la Seine le 5 août 2024[69].
- Leonie Beck : nageuse allemande du 10 km nage libre[70]. Deux autres athlètes concernés sont une autre nageuse et un nageur de l'équipe allemande. Le Comité olympique allemand a indiqué que ces deux athlètes ont été traités pour des nausées, des vomissements et des diarrhées, sans toutefois préciser leurs noms[71].

Durant l'été 2025, trois sites sont ouverts au public pour la baignade : bras Marie, en face de l'île Saint-Louis (4e), Bercy (12e) et Grenelle (15e).

Baignade à l'été 2025
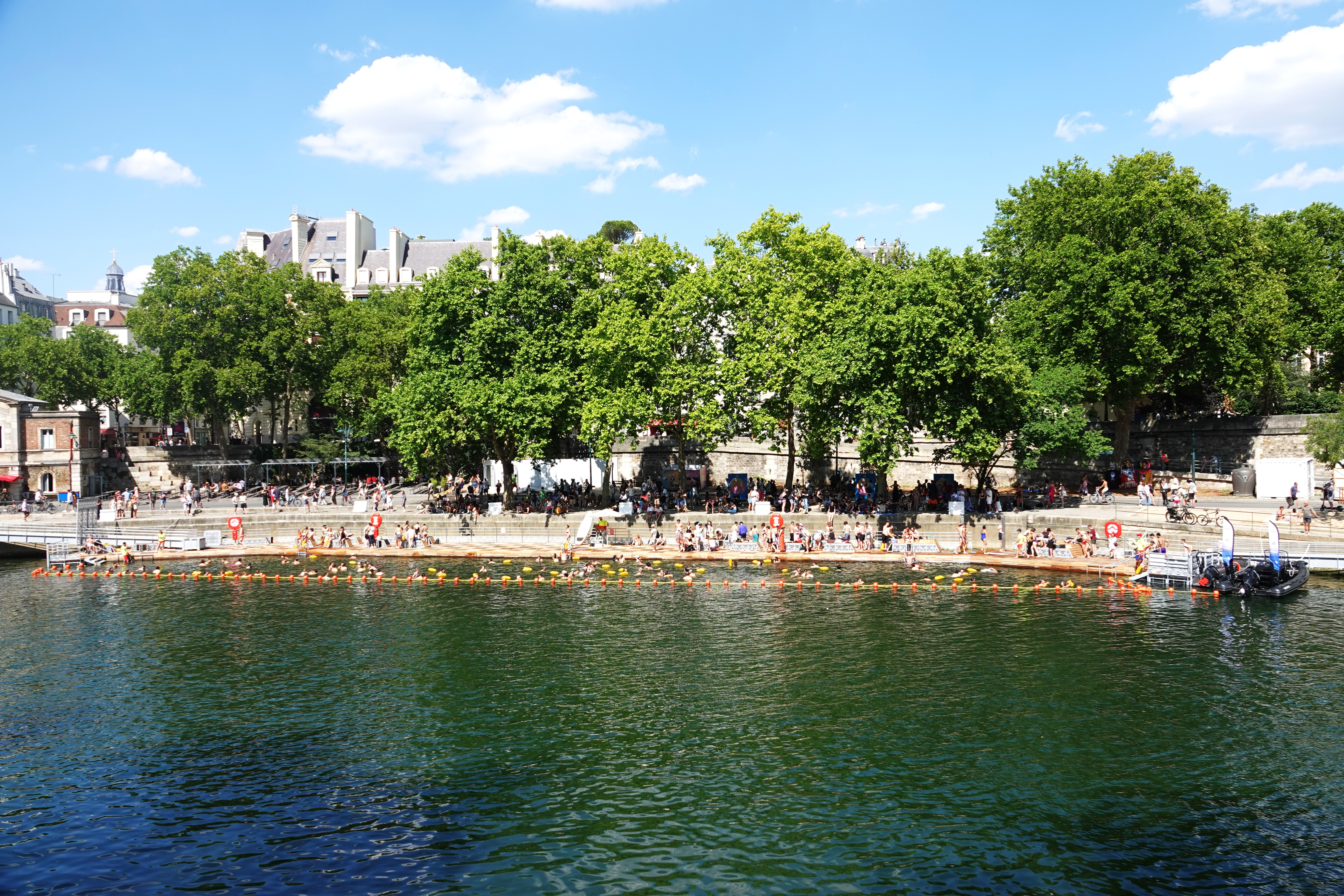
Baignade au bras Marie.
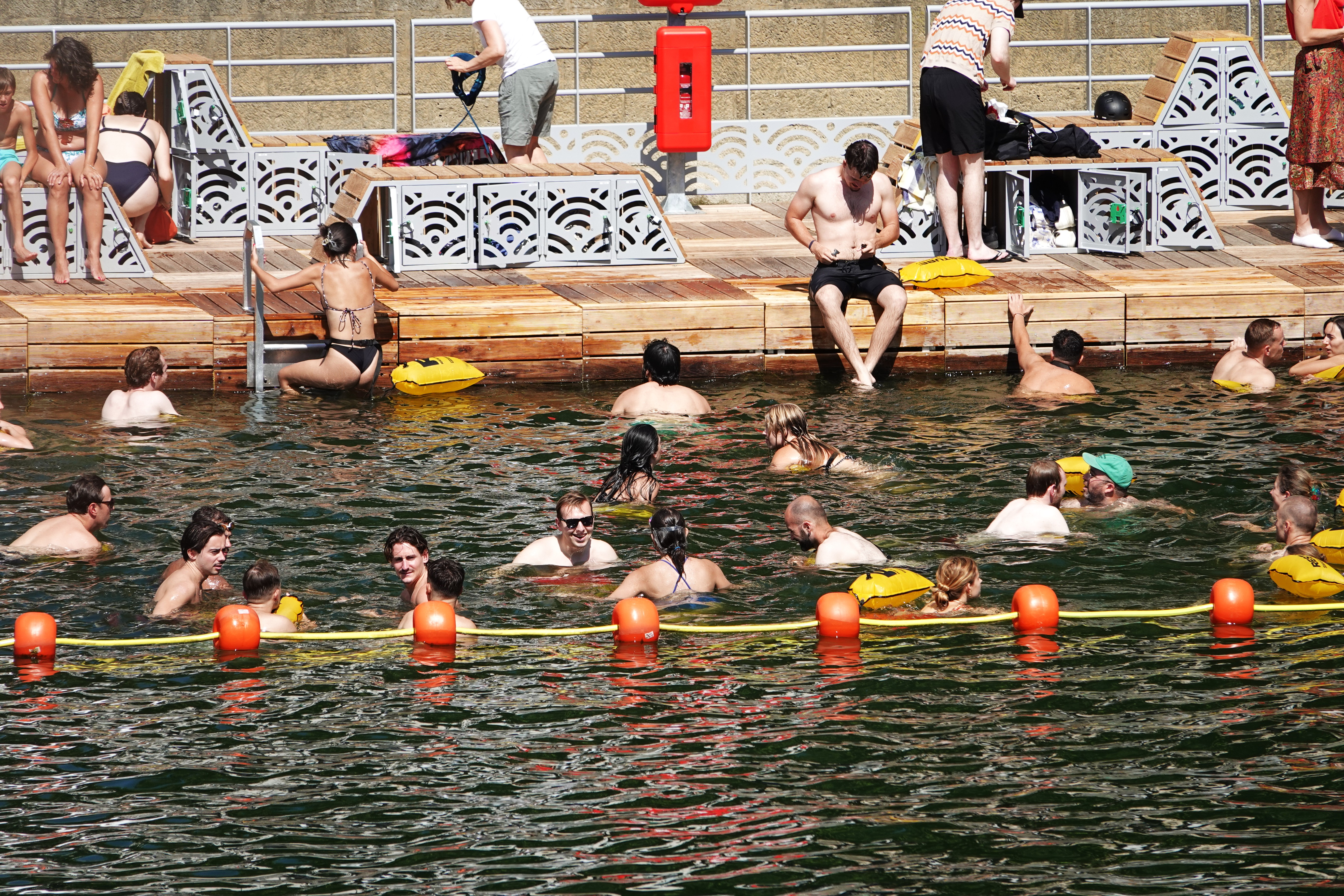
Baignade au bras Marie.
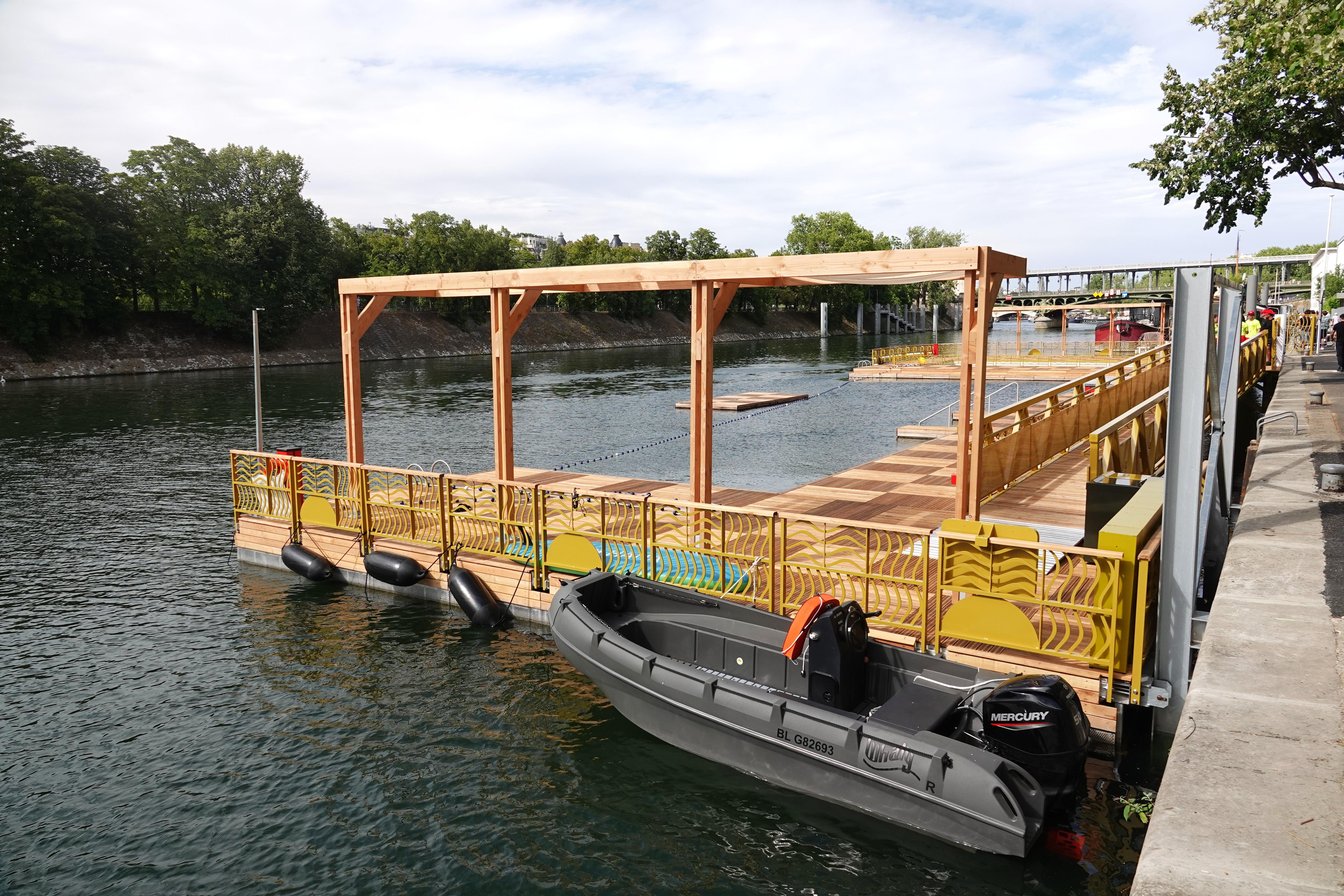
Baignade à Grenelle.

### Articles connexes

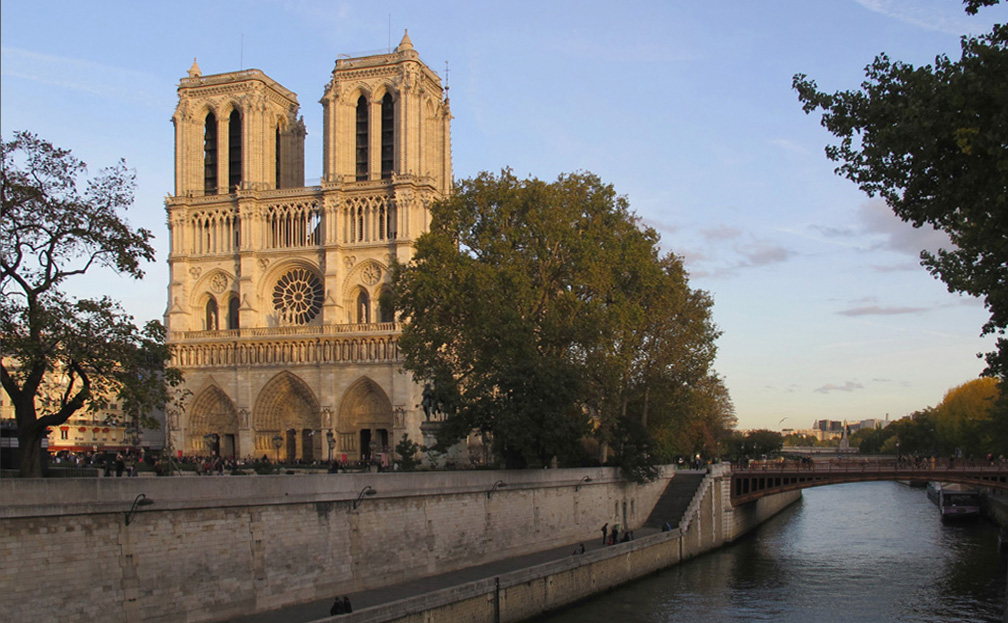
La Seine et Notre-Dame de Paris en 2011.

## Filmographie
- Sous la Seine (2024)